# Vanilla planifolia
Espèce
Classification phylogénétique
Statut CITES
Vanilla planifolia est la principale espèce d'orchidées utilisée pour produire la vanille.

## Description
Souple et peu ramifiée, la liane originaire du Mexique et appelée vanillier, se développe par croissance du bourgeon terminal et forme de longues pousses qui peuvent s'élancer à l'assaut de leur support sur plus de dix mètres.
L'ovaire est infère. Il n'y a pas de pédicelle floral. Les fleurs ont une languette (rostellum) entre le stigmate et l’anthère. On trouve environ 20 fleurs par inflorescence. Son fruit est une capsule.

## Systématique
Le nom scientifique officiel actuel est Vanilla planifolia mais, parmi les synonymes qui ont été autrefois utilisés, plusieurs sont encore d'usage courant :
- Vanilla fragrans
- Vanilla sativa
- Vanilla viridiflora
- Notylia planifolia

Vanilla fragrans var. variegata est un cultivar de Vanilla fragrans qui se distingue par un feuillage panaché blanc et vert tandis que la seconde possède un feuillage persistant et des fleurs vert clair.
Vanilla tahitensis, longtemps considérée comme un croisement entre Vanilla planifolia et Vanilla pompona, serait plutôt une sous-espèce de Vanilla planifolia.

## Écologie
Le vanillier a besoin d'un climat tropical chaud (entre 20 et 30 °C) et humide. C'est une plante hémiépiphyte qui pousse le long de supports ombragés, le rayonnement direct du soleil entraînant la mort des feuilles. La plante grimpe le long des supports en utilisant des racines aériennes. Comme la plupart des orchidées, le vanillier a besoin pour se développer d'un champignon symbiotique du genre Rhizoctonia.
La plante se reproduit naturellement par bouturage. Les fleurs du vanillier sont rassemblées en inflorescences comportant de quinze à vingt fleurs. La pollinisation s'effectue de manière naturelle en Amérique centrale, trois ou quatre années après l'émergence de la plante. Les insectes responsables seraient des abeilles spécialisées dans le butinage des orchidées, les Euglossines, principalement l'espèce Euglossa viridissima et peut-être aussi Eulaema cingulata. Les Mélipones, notamment Melipona beecheii, considérées à une époque comme les fécondatrices de la vanille, semblent en revanche aujourd'hui écartées par les entomologistes. Dans les régions de culture dépourvues de cette abeille, la pollinisation est pratiquée manuellement. Après la pollinisation, se développent des capsules en épis. Le fruit produit, appelé vanille, est une épice importante.

## Fécondation
Dans la nature, la fécondation naturelle des orchidées lianescentes tropicales du genre Vanilla est effectuée par les abeilles américaines autochtones et endémiques sans dard de la tribu Euglossini (euglossines) et de la tribu Meliponini (mélipones). C'est pourquoi, ces orchidées cultivées dans d'autres régions (Madagascar, La Réunion, Polynésie...) doivent être fécondées manuellement.

## Galerie

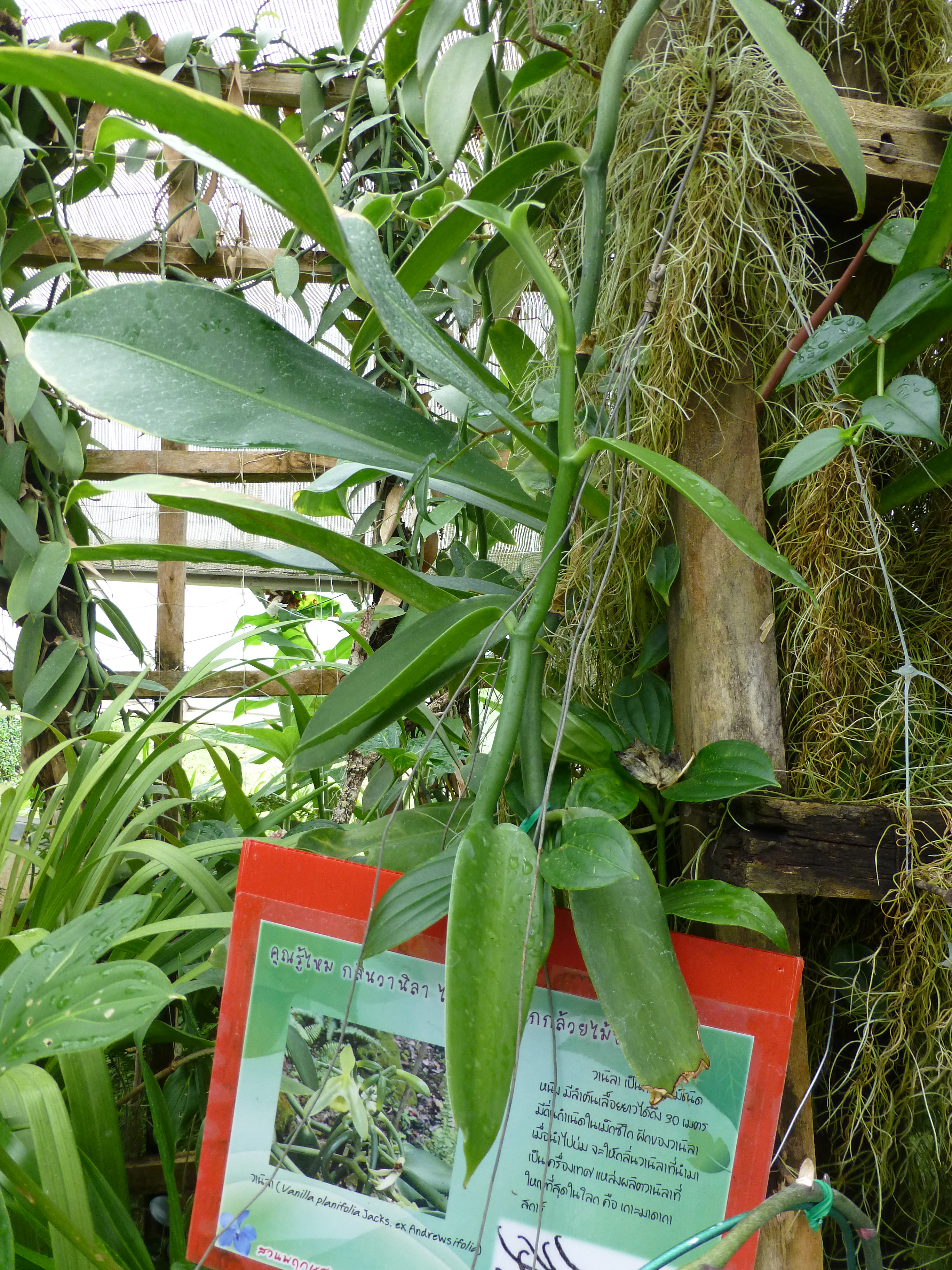
Liane du vanillier cultivée au Jardin botanique de la reine Sirikit, Thaïlande
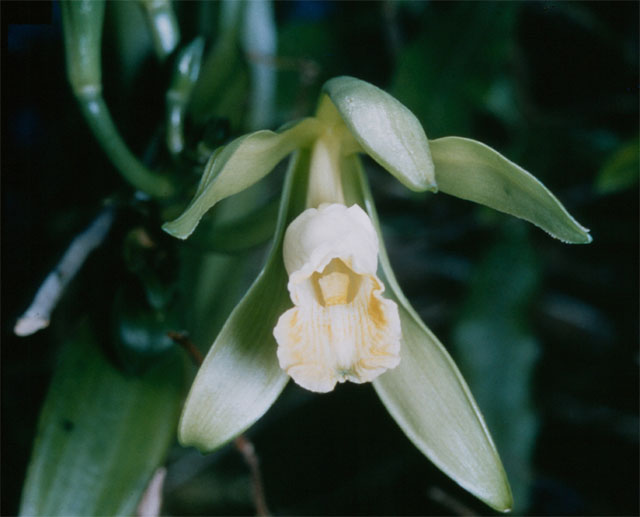
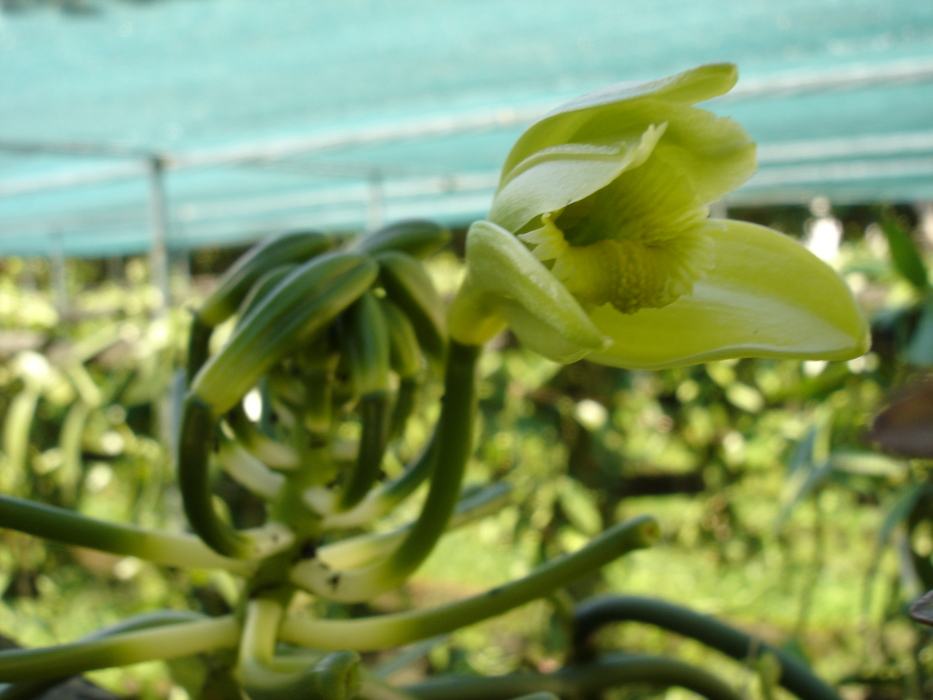
Fleur de vanille.
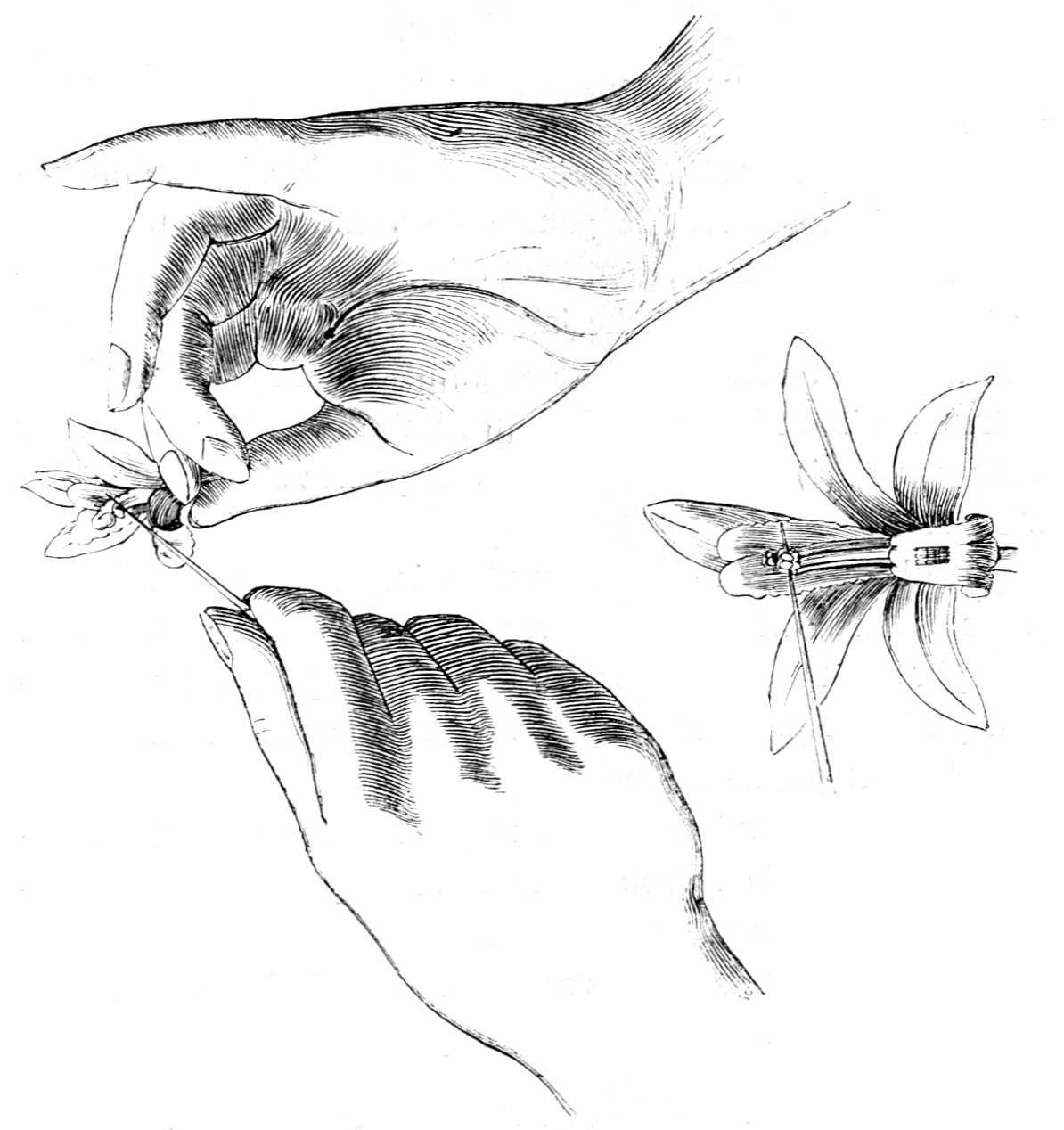
Fécondation des fleurs du vanillier.